# Hanna Hellvig
Hanna Hellvig, (født 3 februar 2000 i Lidingö, Sverige) er en svensk beachvolley- og volleyballspiller, der spiller for Sveriges volleyballlandshold og det tyske hold Schwarz-Weiss Erfurt.
Hanna er født og opvokset på Lidingö. Hendes bror Jonatan Hellvig spiller beachvolley på eliteniveau (U21-verdensmester 2021). Hun studerede på Ållebergsgymnasiet (et volleyballgymnasium i Falköping, Sverige). Hun fortsatte derefter til University of Hawaii, USA, hvor hun spillede med Hawaii Rainbow Wahines volleyballhold. Hun vendte tilbage til Sverige efter et år pga Coronaviruspandemien.

## Volleyboll
Hellvigs moderklub er Lidingö SK. Med klubben har hun vundet U-20 SM 2019 og taget bronze (2018) og sølv (2019) i U-23 SM. Hun har også spillet for Ållebergsgymnasiets klubb RIG Falköping (2016/17-2018/19), Hawaii Rainbow Wahine (2019/20) og Hylte/Halmstad VBK (2020/21), før hun startede for sin nuværende klub. Hun var en af Hawaii's Rainbow Wahines topscorer og blev kåret til "Big West Freshmen of the Year" da hun spillede for klubben. Hun blev kåret som sæsonens spiller i Elitserien 2020/2021.
Hellvig har spillet med landsholdet på junior- og seniorniveau. Hun spillede 35 kampe med juniorlandsholdet.

## Beachvolleyboll
Hellvig er en af de yngste vindere af en konkurrence på Swedish Beach Tour og blev kåret til Årets Gennembrud 2018 i svensk beachvolleyball. Hun vandt U-20 SM i beachvolley 2018 og 2019.